# 押手郵便局
押手郵便局（おしてゆうびんきょく）は、和歌山県有田郡有田川町にある郵便局。民営化前の分類では集配特定郵便局であった。

## 概要
住所：〒643-0601 和歌山県有田郡有田川町押手751-4
かつては、旧清水町北東部と旧花園村一部地域を管轄とする集配郵便局であり、両地域の集配業務を担当していたが、民営化に先立っての集配郵便局の再編の際に、当該業務を廃止し清水郵便局へ移管した。

## 沿革
- 2007年（平成19年）2月13日 - 集配業務を清水郵便局へ移管。同時にゆうゆう窓口（郵便時間外窓口）も廃止。
- 2007年（平成19年）10月1日 - 民営化。
- 2012年（平成24年）10月1日 - 日本郵便株式会社発足。

## 取扱内容
- 郵便、印紙、ゆうパック
- 貯金、為替、振替、振込、国際送金、国債
- 生命保険、バイク自賠責保険
- ゆうちょ銀行ATM

## 風景印
- 図案はジャンボ壁画と恐竜ランドの恐竜。局名表記は「和歌山　押手」
- 使用開始日は1992年10月15日

## 周辺
- 恐竜ランド

## アクセス
- 駐車場あり：2台